# Лебедь-Юрчик, Харитон Михайлович
Харито́н Миха́йлович Ле́бедь-Ю́рчик (иногда Лыбедь-Юрчик; 1877, Подолье, Российская империя — 1945, нацистская Германия) — украинский политический и государственный деятель периода Гражданской войны, экономист и преподаватель. Выступал в качестве одного из организаторов денежного обращения, финансового и бюджетного дела в УНР и Украинской державе.

## Биография

### Ранние годы
О жизни Лебедя-Юрчика до 1918 года известно крайне мало.
Он родился в 1877 году в восточном Подолье. Окончил Каменец-Подольскую гимназию и Императорский университет Святого Владимира.
В 1898 г. поступил на службу в Министерство финансов. Служил в Подольской казённой палате помощником и старшим помощником бухгалтера, бухгалтером, податным инспектором Ямпольского уезда. Впоследствии некоторое время работал податным инспектором в Могилёве.
На 1917 г. — податной инспектор 10-го участка в Петрограде, титулярный советник.

### УНР

Фрагмент банкноты периода гетманата с подписью Лебедя-Юрчика

С 1918 года Лебедь-Юрчик возглавлял департамент министерства финансов УНР. 29 марта того же года он был назначен и. о. товарища (заместителя) министра финансов УНР. В период Украинской державы был директором государственной казны. Под его руководством бюджетной комиссией был разработан проект бюджета страны на 1919 год.
После падения гетманского режима этот проект был утвержден Украинской Директорией, а Лебедь-Юрчик вновь назначен товарищем министра финансов УНР и официально оставался им до 1921 г.
Одновременно в 1919 г. в ранге доцента преподавал в Каменец-Подольском университете.

Подпись Лебедя-Юрчика — как директора государственной казны — находилась на гетманских банкнотах — «карбованцах», напечатанных в Киеве и Одессе, и 4- облигациях УНР. 
30 марта 1918 Центральная Рада объявила о выпуске знаков государственного казначейства номиналами в 5, 10, 25, 50 карбованцев со сроком действия до 1 марта 1924 года. 6 апреля население Киева впервые увидело 25 карбованцев, несколько позже появилась купюра в 50 карбованцев, — Население прозвало их «лебедь-юрчиками» (по подписи).

В столовой стоял столовый стол кверху ножками и пачка Лебедь-Юрчиков лежала на полу, а рядом с ней пачка сегодня только привезенных Василисой со службы из Управления Нижне-Днепровскими шоссейными путями зелено-желтых бумажек.

…на красном сукне пачки продолговатых бумажек — зелёный игральный крап:
Знак державної скарбницi
50 карбованців
ходить нарівнi з кредитовими білетами.
На крапе — селянин с обвисшими усами, вооруженный лопатою, и селянка с серпом. На обороте, в овальной рамке, увеличенные, красноватые лица этого же селянина и селянки. И тут червяками усы вниз, по-украински. И надо всем предостерегающая надпись:
За фальшування карається тюрмою, уверенная подпись: Директор державної скарбницi Лебідь-Юрчик.

Фальшивых карбованцев было много вследствие низкой защищённости (причём фальшивые купюры иногда были качественнее, чем настоящие):

…— Фальшува́ння, фальшування, — злобно заворчал он, качая головой, — вот горе-то. А?
Голубые глаза Василисы убойно опечалились. В третьем десятке — раз. В четвёртом десятке — две, в шестом — две, в девятом — подряд три бумажки несомненно таких, за которые Лебідь-Юрчик угрожает тюрьмой. Всего сто тринадцать бумажек, и, извольте видеть, на восьми явные признаки фальшування. И селянин какой-то мрачный, а должен быть веселый, и нет у снопа таинственных, верных — перевернутой запятой и двух точек, и бумага лучше, чем лебідевская. Василиса глядел на свет, и Лебідь явно фальшиво просвечивал с обратной стороны.
— Извозчику завтра вечером одну, — разговаривал сам с собой Василиса, — всё равно ехать, и, конечно, на базар…

В связи с этим Лебедь-Юрчик получил широкую известность среди своих современников, а денежные знаки, подписанные им, вошли в историю как «лебедь-юрчики». Лебедь-Юрчик также фигурирует в романе М. А. Булгакова «Белая гвардия» как «главный петлюровский казначей».

### В эмиграции
В 1921 году Лебедь-Юрчик эмигрировал в Польшу, преподавал в Украинском народном университете в Ланцуте.
С 1926 года — доцент, затем — профессор Украинского научного института в Берлине. Издал ряд трудов в области сахарной промышленности и государственных финансов (в частности, «Бюджетное право» (1927, Львов), воспоминания «Первый украинский государственный бюджет» (нем. «Abhandlungen des Ukrainischen Wissenschaftlichen Institutes in Berlin», 1929, Берлин).
Умер в 1945 году в Германии.

## Публикации
- Сахарная промышленность в России. Киев: тип. И. И. Чоколова, 1909.
- Распределение дохода и оплата труда в сахарной промышленности. Ямполь: тип. Э. Голованевского, 1912.
- Бюджетове право. Львів, 1927.
- Das erste ukrainische Staatsbudget für das Jahre 1918 // Abhandlungen des Ukrainischen Wissenschaftlichen Institutes in Berlin. Bd. 2 (1929). S. 148—186.